# NeverDead
NeverDead est un jeu vidéo d'action développé par Rebellion Developments et édité par Konami en début d'année 2012 sur PlayStation 3 et Xbox 360.

## Système de jeu
Le joueur incarne Bryce Boltzmann, un chasseur de démon dont la malédiction est de ne jamais pouvoir mourir. Le gameplay du jeu se base sur cette immortalité, en effet, le héros peut perdre ses membres sans risque de mourir, il peut tout de même les récupérer en les « recollant » sur son corps. Néanmoins, un Game Over est possible car la tête du protagoniste peut être ingurgité par une créature, ce qui l'amène à y rester jusqu'à la fin des temps.
Une femme, Arcadia, accompagne le héros, mais celle-ci n'est pas immortelle et un des rôles du joueur est de la protéger en prenant des dégâts à sa place.

## Personnages
- Bryce Botzmann est un chasseur de démons engagé par la NADA. Il a perdu sa femme lors d'un combat contre le roi des démons Astaroth. Cette défaite l'a aussi rendu immortel. Cinq cents ans plus tard, lors du déroulement du jeu, Bryce a appris à maîtriser sa malédiction pour y tirer profit. Il peut ainsi perdre des membres, subir de nombreuses mutilations, absorber électricité ou flammes pour pouvoir les réutiliser plus tard et est doté d'une force et de réflexes surhumains.

- Arcadia Maximille est une enquêtrice privée qui s'est fait engager par la NADA pour gérer Bryce Botzmann dans sa lutte contre les démons. Elle est dotée d'un tempérament froid et est méthodique. Cette personnalité crée régulièrement des accrochages avec son partenaire qui s'amuse à lui faire des blagues.

- Astaroth est le roi des démons et principale antagoniste du jeu. Lors d'une lutte contre Bryce et sa femme, il aura tué cette dernière et provoqué la malédiction de Bryce.